# Port lotniczy Sokcho
Port lotniczy Sokcho (IATA: SHO, ICAO: RKND) – port lotniczy położony w mieście Sokcho, w Korei Południowej.